# Luxemburg op de Olympische Zomerspelen 2004
Luxemburg nam deel aan de Olympische Zomerspelen 2004 in Athene, Griekenland. Er werd geen medaille gewonnen. Dit gebeurde voor het laatst in 1952.

## Deelnemers en resultaten

### Atletiek
| Olympiër     | Discipline | Resultaat | Prestatie               |
| ------------ | ---------- | --------- | ----------------------- |
| David Fiegen | 800m (m)   | 36e       | serie 2: 5de in 1.46,97 |

### Boogschieten
| Olympiër      | Discipline | Resultaat | Prestatie                                                                 |
| ------------- | ---------- | --------- | ------------------------------------------------------------------------- |
| Jeff Henckels | mannen     | 56e       | plaatsingsronde: 55ste met 623 punten 1ste ronde: V van TPE Chen: 132-136 |

### Tennis
| Olympiër                    | Discipline     | Resultaat | Prestatie                                               |
| --------------------------- | -------------- | --------- | ------------------------------------------------------- |
| Anne Kremer                 | enkelspel (v)  | 33e       | 1ste ronde: V van VEN Vento-Kabchi: 3-6, 4-6            |
| Claudine Schaul             | enkelspel (v)  | 33e       | 1ste ronde: V van SVK Hantuchová: 1-6, 1-6              |
| Anne Kremer Claudine Schaul | dubbelspel (v) | 33e       | 1ste ronde: V van COL Castaño/Zuluaga: 6-7(7), 6-2, 7-9 |

### Triatlon
| Olympiër | Discipline | Resultaat | Prestatie  |
| -------- | ---------- | --------- | ---------- |
| Liz May  | vrouwen    | 17e       | 2:08.29,22 |

### Wielersport
| Olympiër       | Discipline       | Resultaat | Prestatie  |
| -------------- | ---------------- | --------- | ---------- |
| Benoît Joachim | tijdrit (m)      | 26e       | 1:01.50,46 |
| Benoît Joachim | wegwedstrijd (m) | 45e       | 5:44.13    |
| Kim Kirchen    | wegwedstrijd (m) | 6e        | 5:41.56    |
| Fränk Schleck  | wegwedstrijd (m) | 16e       | 5:41.56    |

### Zwemmen
| Olympiër       | Discipline          | Resultaat | Prestatie               |
| -------------- | ------------------- | --------- | ----------------------- |
| Alwin de Prins | 100m schoolslag (m) | 27e       | serie 5: 3de in 1.03,32 |
|                |                     |           |                         |
| Lara Heinz     | 50m vrije slag (v)  | 30e       | serie 6: 1ste in 26,35  |
| Lara Heinz     | 100m vrije slag (v) | 36e       | serie 3: 5de in 57,40   |

Afghanistan · Albanië · Algerije · Amerikaanse Maagdeneilanden · Amerikaans-Samoa · Andorra · Angola · Antigua en Barbuda · Argentinië · Armenië · Aruba · Australië · Azerbeidzjan · Bahama's · Bahrein · Bangladesh · Barbados · België · Belize · Benin · Bermuda · Bhutan · Bolivia · Bosnië en Herzegovina · Botswana · Brazilië · Britse Maagdeneilanden · Brunei · Bulgarije · Burkina Faso · Burundi · Cambodja · Canada · Centraal-Afrikaanse Republiek · Chili · China · Chinees Taipei · Colombia · Comoren · Congo-Brazzaville · Congo-Kinshasa · Cookeilanden · Costa Rica · Cuba · Cyprus · Denemarken · Djibouti · Dominica · Dominicaanse Republiek · Duitsland · Ecuador · Egypte · El Salvador · Equatoriaal-Guinea · Eritrea · Estland · Ethiopië · Fiji · Filipijnen · Finland · Frankrijk · Gabon · Gambia · Georgië · Ghana · Grenada · Griekenland · Groot-Brittannië · Guam · Guatemala · Guinee · Guinee‑Bissau · Guyana · Haïti · Honduras · Hongarije · Hongkong · Ierland · IJsland · India · Indonesië · Irak · Iran · Israël · Italië · Ivoorkust · Jamaica · Japan · Jemen · Jordanië · Kaaimaneilanden · Kaapverdië · Kameroen · Kazachstan · Kenia · Kirgizië · Kiribati · Koeweit · Kroatië · Laos · Lesotho · Letland · Libanon · Liberia · Libië · Liechtenstein · Litouwen · Luxemburg · Macedonië · Madagaskar · Malawi · Malediven · Maleisië · Mali · Malta · Marokko · Mauritanië · Mauritius · Mexico · Micronesië · Moldavië · Monaco · Mongolië · Mozambique · Myanmar · Namibië · Nauru · Nederland · Nederlandse Antillen · Nepal · Nicaragua · Nieuw-Zeeland · Niger · Nigeria · Noord-Korea · Noorwegen · Oeganda · Oekraïne · Oezbekistan · Oman · Oostenrijk · Oost‑Timor · Pakistan · Palau · Palestina · Panama · Papoea-Nieuw-Guinea · Paraguay · Peru · Polen · Portugal · Puerto Rico · Qatar · Roemenië · Rusland · Rwanda · Saint Kitts en Nevis · Saint Lucia · Saint Vincent en Grenadines · Salomonseilanden · Samoa · San Marino · Sao Tomé en Principe · Saoedi-Arabië · Senegal · Servië en Montenegro · Seychellen · Sierra Leone · Singapore · Slovenië · Slowakije · Soedan · Somalië · Spanje · Sri Lanka · Suriname · Swaziland · Syrië · Tadzjikistan · Tanzania · Thailand · Togo · Tonga · Trinidad en Tobago · Tsjaad · Tsjechië · Tunesië · Turkije · Turkmenistan · Uruguay · Vanuatu · Venezuela · Verenigde Arabische Emiraten · Verenigde Staten · Vietnam · Wit-Rusland · Zambia · Zimbabwe · Zuid-Afrika · Zuid-Korea · Zweden · Zwitserland